# 9坪ハウス
9坪ハウス（9つぼハウス）とは、昭和を代表する建築家の増沢洵による狭小住宅の代表作『吹抜けのある家-最小限住居』(通称「増沢邸」)を原形とする最小限住宅である。

## 概要
コムデザインによって開発・販売され、数々の建築家によってリメイクされている、デザイン住宅シリーズである。
本製品群はデザイナーや建築家などが手掛けた高品質の住宅を気軽に購入できるようにし、一般に広く普及することを目的としている。
9坪ハウスには、増沢邸のコンセプトを踏襲すべく、以下の5つの原則が定められている。
建築家がリメイクする際にはこれらの原則が提示された上で設計される。
- 平面は正方形（3間四方）のプランとする
- 3坪の吹き抜けを設ける
- 外形は14.8尺の切妻屋根とする
- 丸柱を使用する
- メインファサードには開口部を設ける

### 受賞
- グッドデザイン賞 金賞（2002年）[3]

## デザイナー
- 松井龍哉[4]
- 阿部仁史[4]
- ライフアンドシェルター[4]
- 田井幹夫[4]
- 西田司[4]
- 藤本壮介[4]
- 小泉誠[4]
- 五十嵐久枝[4]
- 佐々木龍郎[4]
- 手塚貴晴・手塚由比[4]
- 西森陸雄[4]
- 橋本夕紀夫[4]
- 山本健太郎[4]
- オンデザイン

## 関連書籍
- 『9坪の家 つくって住んだ、こんなに快適!』廣済堂出版、2010年3月27日。ISBN 978-4-331-51453-5。[リンク切れ]
- 『9坪ハウス 小さな家で大きな暮らし』河出書房新社、2006年10月13日。ISBN 978-4-309-28070-7。
- 『9坪ハウス狂騒曲』マガジンハウス、2001年4月19日。ISBN 978-4-838-71287-8。